# Облін-Ґрондкі
Облін-Ґрондкі (пол. Oblin-Grądki) — село в Польщі, у гміні Мацейовиці Ґарволінського повіту Мазовецького воєводства.
Населення — 121 особа (2011).
У 1975-1998 роках село належало до Седлецького воєводства.

## Демографія
Демографічна структура станом на 31 березня 2011 року:
|          | Загалом | Допрацездатний вік | Працездатний вік | Постпрацездатний вік |
| -------- | ------- | ------------------ | ---------------- | -------------------- |
| Чоловіки | 58      | 14                 | 35               | 9                    |
| Жінки    | 63      | 21                 | 30               | 12                   |
| Разом    | 121     | 35                 | 65               | 21                   |